# Miroslav Štěpán (manažer)
Miroslav Štěpán (* 13. srpna 1973) je český manažer, od března 2023 pověřený generální ředitel a od února 2024 řádný generální ředitel státního podniku Česká pošta.

## Život
Má ekonomicky zaměřené vysokoškolské vzdělání (získal titul Ing.).
V roce 2008 nastoupil do státního podniku Česká pošta, ve vrcholném vedení působil od roku 2018 – konkrétně jako ředitel pobočkové sítě a později ředitel divize státní poštovní služby. V květnu 2021 se stal zástupcem generálního ředitele Romana Knapa. Po jeho odchodu se od března 2023 stal pověřeným generálním ředitelem, a to právě z pozice zástupce generálního ředitele. V lednu 2024 vyhrál výběrové řízení na post nového generálního ředitele státního podniku Česká pošta, do tendru se přihlásili čtyři kandidáti. Jmenován byl ke dni 15. února 2024.